# فرودگاه جدید سمنان
فرودگاه جدید سمنان (ایکائو: OI21) فرودگاهی در نزدیکی سمنان در استان سمنان ایران است. این فرودگاه کاربرد نظامی دارد. یک مرکز تحقیقات هوافضا نیز در این فرودگاه وجود دارد.